# Eurycea lucifuga
Eurycea lucifuga är en groddjursart som beskrevs av Rafinesque 1822. Eurycea lucifuga ingår i släktet Eurycea och familjen lunglösa salamandrar. IUCN kategoriserar arten globalt som livskraftig. Inga underarter finns listade i Catalogue of Life.